# Blomskägglav
Blomskägglav (Usnea florida) är en lavart som först beskrevs av L., och fick sitt nu gällande namn av Weber ex F. H. Wigg. Blomskägglav ingår i släktet Usnea och familjen Parmeliaceae.  Arten är reproducerande i Sverige. Inga underarter finns listade i Catalogue of Life.

## Källor

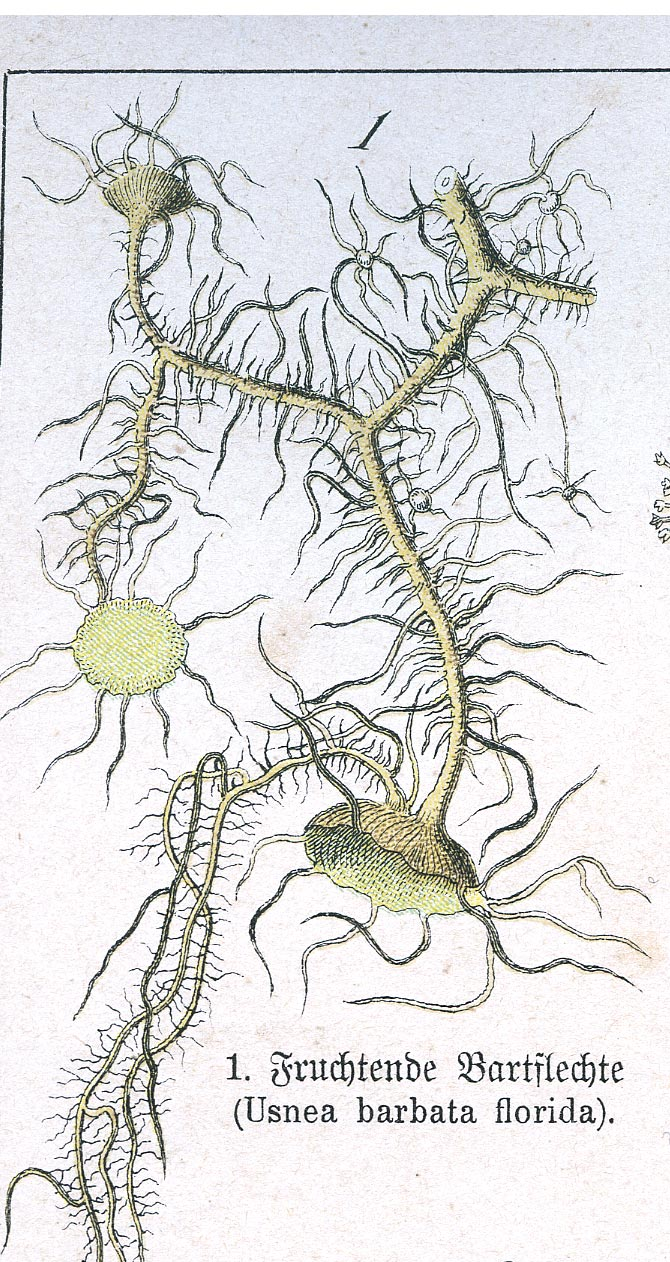